# Orixás, Caboclos e Guias: Deuses ou Demônios?
Orixás, Caboclos e Guias, deuses ou demônios? é um livro de Edir Macedo, fundador da Igreja Universal do Reino de Deus. Foi lançado pela Unipro e se transformou em best-seller, com mais de 3 milhões de exemplares vendidos, se tornando um dos livros evangélicos mais bem-sucedidos da história do Brasil.

## Conteúdo
O livro de Edir Macedo denuncia supostas manobras satânicas que ocorreriam através do Espiritismo, da Umbanda, do Candomblé, da Quimbanda e de outras religiões espiritualistas, principalmente as de matriz africana. De acordo com o autor, essas religiões são as responsáveis pelas origens das doenças, desavenças, vícios e de todos os outros males aos quais o ser humano está sujeito.

## Controvérsias
A publicação foi questionada na Justiça por adeptos de religiões afro-brasileiras a fim de suspender sua tiragem, venda, revenda e entrega gratuita. Para a juíza Nair Cristina de Castro, a obra "extrapola os limites da liberdade religiosa (...), na medida em que não se restringe à explanação e divulgação das ideias próprias à religião que é adotada por quem o escreveu, mas sim se predispõe a tratar pejorativamente outra religião e seus adeptos, incitando à discriminação". Alguns dos trechos do livro qualificam a Umbanda, a Quimbanda e o Candomblé como "seitas demoníacas", responsáveis pelo subdesenvolvimento do país e pelo uso de substâncias entorpecentes.
Em 2005, a Justiça Brasileira determinou a retirada de circulação de todos os exemplares do livro por conta de seu teor preconceituoso contra as religiões afro-brasileiras. Mas, um ano depois, o Tribunal Regional Federal da 1ª Região liberou a venda com a justificativa de que a proibição contrariava o princípio da liberdade de expressão, garantido pela Constituição Federal Brasileira.